# Полет 2511 на „Нешънъл Еърлайнс“
Полет 2511 на „Нешънъл Еърлайнс“ е вътрешен пътнически полет от летище Айдълуайлд, Ню Йорк, Ню Йорк, до международното летище „Маями“, Маями, Флорида, Съединените американски щати, управляван от „Нешънъл Еърлайнс“. На 6 януари 1960 г. самолетът „Дъглас DC-6“, който изпълнява полета, се взривява и разпада във въздуха, след което се разбива в нива в Брънзуик близо до Боливия. В инцидента загиват всички 29 пътници и 5 члена на екипажа на борда на машината.
Бордът по гражданска аеронавтика заключава, че самолетът е свален от бомба, направена от динамит. След като е направена два пъти аутопсия на останките на един от пътниците на име Джулиан Франк, е установено, че тялото му е силно разкъсано и в отделните части има вградени малки парчета тел, месинг и различни артикули, включително орнамент за шапка. По време на катастрофата той е обвинен и разследван в поредица от финансови измами. Тежестта на нараняванията по тялото му, се приписват на това, че той е близо до бомбата.
ФБР поема контрола върху криминалното разследване на 20 януари 1960 г., но никога не са повдигнати наказателни обвинения, нито е установена вината за атентата, въпреки че се подозира самоубийствен атентат. Разследването остава незавършено.